# بانکداری در افغانستان
در افغانستان سیستم بانکداری دولتی و خصوصی وجود دارد؛ که همه این بانک‌ها توسط د افغانستان بانک یا بانک مرکزی افغانستان کنترل می‌گردد. در سیستم دولتی علاوه بر دافغانستان بانک و بانک ملی افغانستان بانک‌های سکتوری از قبیل بانک بانک پشتنی غرض تجارت، بانک انکشاف زراعتی غرض تقویه زراعت و مالداری، بانک انکشاف صنعتی بانک رهنی ساختمانی می‌باشد.
قانون جدید بانکداری دولت افغانستان تلاش نمود تا ضمن توسعه بانک‌های دولتی زمینه را برای گسترش و فعالیت بانک‌های خصوصی نیز فراهم نماید تا این بانک‌ها در راستای تحقق برنامه‌های اقتصادی کشور فعالیت نمایند و منابع مالی را به سوی فعالیت‌های سودمند و مولد اقتصادی سوق دهند. فعالیت بانکهای خصوصی افغانستان سریع تر از بانک‌های دولتی اند و دلیل آن اینست که سیستم بانک‌های خصوصی کاملاً به سیستم جدید بانکداری و اینترنت مجهز می‌باشند. در انتقال پول از یک ولایت به ولایت دیگر مشکلات مردم را مرفوع نموده‌اند. پس از ورود قوتهای بین‌المللی سیستم و نظام بانکداری کشورهای غربی تا حدودی تأثیرات خودرا بالای بانک‌های کشور انداخته سود یا مفاد نا جایز به‌دست می‌آورند. قبلاً زیاده‌ترین تکس بانکی (سود بانکی) ۱۰٪ بود و در سرمایه‌گذاری بانک‌های دولتی، دولت در سال ۱۱٪ به سهمیه‌داران مفاد می‌پرداخت. اکنون تکس به ۲۰٪ رسیده‌است؛ که این مفاد نمی‌تواند ایجاد تأسیسات بنیادی را در افغانستان نماید. کشورهای اسلامی روش بانکداری اسلامی دارند که از کشورهای غربی متفاوت‌اند برخلاف اکثر بانک‌های خارجی به مشتریان مفاد نپرداخته بلکه از نگهداشت سرمایه مفاد اخذ می‌نمایند.
سرمایه نقدی بانک‌های افغانستان به ۱۴۴٬۹۸ میلیارد افغانی می‌رسد. سرمایه دالری کشور به ۷ میلیارد دالر می‌رسد. افغانستان دارای هشت تُن طلای دیگر و ۱۲۹ هزار سکه نقره می‌باشد؛ که با این پول می‌توانند در ترقی کشور فعالیت بانکداری اسلامی را نمایند.

## تاریخچه بانکداری افغانستان

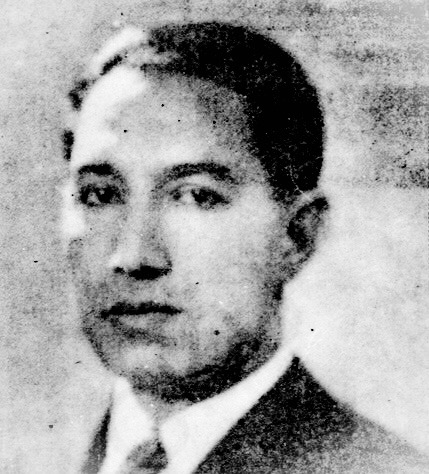
عبدالمجید زابلی مؤسس بانک مرکزی افغانستان

درطول سلطنت پادشاهان افغانستان سودجویی از طریق پول با پول حرام و خلاف شریعت اسلامی پنداشته می‌شد. بدین لحاظ رسماً هیچ بانکی الی سال ۱۳۱۲ وجود نداشت. مال شاهی در خزانه شاهی حفظ می‌شد. مردم سرمایه خودرا خود حفاظت می‌نمودند در بسا شهرها از طرف یک فامیل بزرگ امانت‌خانه‌ها ساخته می‌شد که فقط پول بدون سود حفاظت می‌شد. یک تعداد صرافان که وجود داشت بنام سود خور دوزخی یاد می‌نمودند که در اجتماع بنام حرام خور جای نداشتند. پس از ورود انگلیس تعداد صرافان هندی بین افغانستان هندوستان فعالیت می‌نمودند. پول‌های بارزش وقت سکه اشرفی (طلا عربی) نقره نیکلای (نقره اصل روسی) روپیه هندی و پوند انگلیسی بود. تبادل این نوع پول‌ها در تجارت و رفتن به حج و سفرها صورت می‌گرفت. این صرافان بیشتر در بازارهای کابل و قندهار فعالیت داشتند اسعار مورد ضرورت دولت نیز از همین صرافان خریداری می‌گردید، این روند ادامه داشت تا اینکه در سال ۱۳۱۱ با ابتکار یکی از تاجران ملی و شخصیت‌های برجسته کشور مانند محترم عبدالمجید زابلی یک شرکت سهامی بنام شرکت سهامی هاشمی تأسیس شد که بعداً در ماه ثور سال (۱۳۱۲هـ ش) این شرکت سهامی بنام بانک ملی افغان مسمی و به حیث اولین بانک در افغانستان عرض وجود کرد.
در ابتدا بانک ملی افغانستان به عنوان یگانه بانک در کشور وظایف بانک مرکزی را پیش می‌برد و به گذشت زمان هر روز وظایف و فعالیت‌های این بانک گسترش می‌یافت و در سلسله همین انکشافات دومین بانک در افغانستان به عنوان بانک مرکزی افغانستان (د افغانستان بانک) بتاریخ ۱۷/۱۱/۱۳۱۸ به سرمایه ابتدائی ۱۲۰ میلیون افغانی در پایتخت کشور (شهر کابل) افتتاح شد که بعداً در سال ۱۳۵۴ سرمایه د افغانستان بانک به یک میلیارد افغانی ارتقاء کرد که این رقم در ماده هشتم (۸) قانون (۱۳۷۳) پول و بانکداری ۱۰ میلیارد افغانی نشان داده شده‌است. نظام بانکداری در افغانستان با تأسیس بانک ملی توسط محترم «زابلی» پا به عرصه وجود گذاشت چنانچه قبل از تأسیس د افغانستان بانک، بانک ملی امور بانکداری دولتی را نیز پیش می‌برد.
بعد از تأسیس د افغانستان بانک وظایف بانکداری دولتی به د افغانستان بانک واگذار گردید. چاپ و نشر پول از بانک ملی به د افغانستان بانک سپرده شد که د افغانستان بانک توانست تحولات و انکشافات بزرگی را در رابطه به چاپ و نشر پول افغانی به وجود آورد. پس از سال ۲۰۰۲ مطابق به ماده دوازدهم قانون اساسی د افغانستان بانک یک بانک مستقل و بانک دولتی را تمثیل می‌نمود. د افغانستان بانک توانست که قوانین چون قانون د افغانستان بانک، پول و بانکداری، قانون مبارزه علیه تطهیر پول، عواید ناشی از جرایم، مبارزه علیه تمویل تروریزم و غیره را تسوید نماید که بعد از توشیح مقام ریاست جمهوری اسلامی افغانستان در معرض اجراء گذاشته شد.
بانک مرکزی افغانستان و نظام بانکداری افغانستان با روی کار شدن دولت جدید جمهوری اسلامی افغانستان خصوصاً بعد از توشیح قوانین جدید د افغانستان بانک و قانون پول و بانکداری وارد مرحله جدید شد. د افغانستان بانک با تطبیق ریفورم پولی با چاپ و نشر پول جدید به خوبی توانست بحران تورم پولی را در کشور مهار کند که پایانی بود برای تغییر شکل پولی افغانستان؛ زیرا تا کنون با روی کار آمدن هر رژیم جدید شکل و نوع پول افغانی دست‌خوش تغییر بوده‌است. د افغانستان بانک برای اولین بار پلان استراتژیک پنج ساله‌ای خویش را در سال ۱۳۸۸ هجری شمسی ترتیب و به دست اجراء گذاشت. این پلان که از ۱۳۸۸ شروع و تا ۱۳۹۲ ادامه می‌یابد بر تعهدات راسخ بانک در زمینه تحقق مأموریت اش مبنی بر ثبات قیمت‌ها و ایجاد نظام مالی مستحکم تأکید جدی صورت گرفته‌است.

## بانک‌های دولتی افغانستان
- پشتنی بانک
- بانک ملی افغانستان
- دافغانستان بانک بانک مرکزی افغانستان
- نوی کابل بانک
- بانک انکشاف صدرات
- بانک رهنی و تعمیراتی
- بانک انکشاف زراعتی
- بانک توسعه صنایع دستی

## بانک‌های خصوصی
تمامی بانک‌های خصوصی افغانستان پس از ۲۰۰۴ تأسیس شده‌است. عبارتند از
- عزیزی بانک
- بانک بین‌المللی افغانستان
- باختر بانک
- میوند بانک
- افغان یونایتد بانک
- اولین بانک قرضه‌های کوچک در افغانستان
- غضنفر بانک
- آرین بانک
- بانک تجارتی افغانستان
- اسلامی بانک

## نمایندگی بانک‌های خارجی
- حبیب بانک لمتد
- نشنل بانک پاکستان
- بانک الفلاح لمتد